# Serafino Belfanti
Serafino Belfanti (Castelletto sopra Ticino, 28 marzo 1860 – Milano, 6 marzo 1939) è stato un medico e politico italiano.

## Biografia
Dopo la laurea in scienze mediche, si specializzò in immunologia e lavorò all'Istituto Pasteur di Parigi e successivamente con Robert Koch.
Nel 1894 fu il fondatore dell'Istituto sieroterapico milanese, il primo istituto di ricerca medica sui vaccini in Italia. I suoi studi più importanti hanno avuto per oggetto la natura dell'antitossina difterica, il comportamento antigenico dei globuli rossi, la demolizione enzimatica delle lecitine e i loro prodotti tossici secondari, le zoo-fitotossine, le attività enzimatiche dei tessuti animali, il bacillo del tetano. 
Nel 1934 venne nominato senatore a vita honoris causa.